# Shovelware
Shovelware é um jargão de computação pejorativo que refere-se a pacotes de software mais notáveis pela sua quantidade do que sua qualidade ou utilidade do que está incluído.
A metáfora implica que os criadores demonstraram não se importar com a qualidade do software original, como se a nova compilação ou versão foi criada indiscriminadamente para a adição de títulos "a pá" (ou "a balde") da mesma forma que alguém iria empilhar material a granel com uma pá. O termo "shovelware" foi cunhado por analogia semântica de frases como shareware e freeware, que descrevem métodos de distribuição de software. Ele apareceu pela primeira vez em meados da década de 1990, quando grandes quantidades de demos e programas de domínio público, open source e freeware foram copiados para CD-ROMs e anunciados em revistas ou vendidos no mercados de pulga de computadores.

## CD-ROMs "Shovelware"
Computer Gaming World, escreveu, em 1990, que software para "aqueles que não quiserem esperar" que usavam o novo formato CD-ROM, The Software Toolworks e Access Software planejaram lançar "pacotes de jogos de vários títulos clássicos". Por volta de 1993, a revista se referiu ao software relançado no CD-ROM como "shovelware", ao descrever uma coleção de Access como tendo um "menu empoeirado" e outro do The Software Toolworks ("o rei dos esforços de remontagem de software"), como incluindo jogos que foram "a maioria medíocre, mesmo no seu auge"; a única exceção, Chessmaster 2000, usado "deslumbrante gráficos CGA".

## Jogos eletrônicos shovelware
Jogos eletrônicos de baixo orçamento, má qualidade, lançado na esperança de ser adquirido por clientes desavisados, são muitas vezes referidos como "shovelware". Quando uma plataforma não tem controle de qualidade, a presença massiva de "shovelwares" pode levar a problemas de "discoverability", tornando extremamente difícil a tarefa de encontrar bons títulos. Vários exemplos bem conhecidos foram lançados para o Nintendo Wii, incluindo portes de jogos para PlayStation 2 que tinha sido lançados anteriormente na Europa por Data Design Interactive. A série Call of Duty é muitas vezes descrita como shovelware, devido ao seus lançamentos anuais e reutilização de recursos.